# لیزا هنسون
لیزا هنسون (انگلیسی: Lisa Henson؛ زادهٔ ۹ مهٔ ۱۹۶۰) تهیه‌کننده و بازیگر اهل ایالات متحده آمریکا است. وی از سال ۱۹۶۵ میلادی تاکنون مشغول فعالیت بوده‌است. وی همچنین برندهٔ جوایزی همچون جوایز امی ساعات پربیننده شده‌است.